# Darwins bekbroeder
Darwins bekbroeder (Rhinoderma darwinii) is een kikker uit de familie Rhinodermatidae. De wetenschappelijke naam van de soort werd voor het eerst geldig gepubliceerd door André Marie Constant Duméril en Gabriel Bibron in 1841. Later werd de wetenschappelijke naam Bombinator (Rhinoderma) darwinii gebruikt.

## Uiterlijke kenmerken
Darwins bekbroeder is makkelijk te herkennen aan de zeer lange neuspunt die iets omhoog wijst. Het lichaam is vrij driehoekig en heeft een soort knik in de kop bij de ogen. De huid is vrij glad maar heeft wel enkele huidplooien op de rug die op nerven lijken. De kikker lijkt daardoor op een blad en de 'steel'achtige neus versterkt dat alleen maar. De kleur is meestal egaal lichtgroen, soms is alleen de rug of de kop groen, en de rest bruin maar geheel bruine exemplaren komen ook voor; zoals de juveniele dieren. Andere kenmerken zijn de dunne poten, lange tenen met zwemvliezen, kleine trommelvliezen en ogen met horizontale pupillen.

## Leefwijze
Het voedsel van deze in hoofdzaak terrestrische, nachtactieve kikker bestaat uit kleine ongewervelden zoals insecten. Ze houden niet van warmte. Het zijn echte bodemdieren die meestal rondstruinen in de strooisellaag van het bos.

## Voortplanting
De kikkervisjes leven na te zijn uitgekomen in de kwaakblaas van de mannetjes, deze huppen er enkele weken mee rond. Hierdoor heeft de soort geen behoefte meer aan oppervlaktewater voor de voortplanting; ze kweken als het ware elkaar en hebben minder last van vijanden. Daar staat tegenover dat de vrouwtjes geen honderden eieren kunnen leggen zoals veel andere soorten kikkers maar slechts enkele tot een dozijn. De volwassen kikker wordt meestal nog geen vier centimeter lang, en de mannetjes kunnen dus maar een beperkt aantal kikkervisjes bij zich dragen.
Het is de enige aangetoonde soort uit dit geslacht die nog bestaat, er zijn namelijk zowel soorten beschreven die nog niet helemaal vaststaan en ook zijn enkele soorten uitgestorven, zoals de Chileense bekbroeder (Rhinoderma rufum). Bekbroeders hebben allemaal de unieke gewoonte om de larven als ze uit het ei zijn gekomen door de mannetjes in de bek te laten groeien tot de staart verdwenen is en ze pootjes hebben.

## Verspreiding en leefgebied
Deze soort komt voor in zuidelijk Chili en zuidelijk Argentinië waar ze leven in bergwouden in de zuidelijke Andes in en rond ondiepe koude bergbeken met stromend water.